# Otto Max Köbner

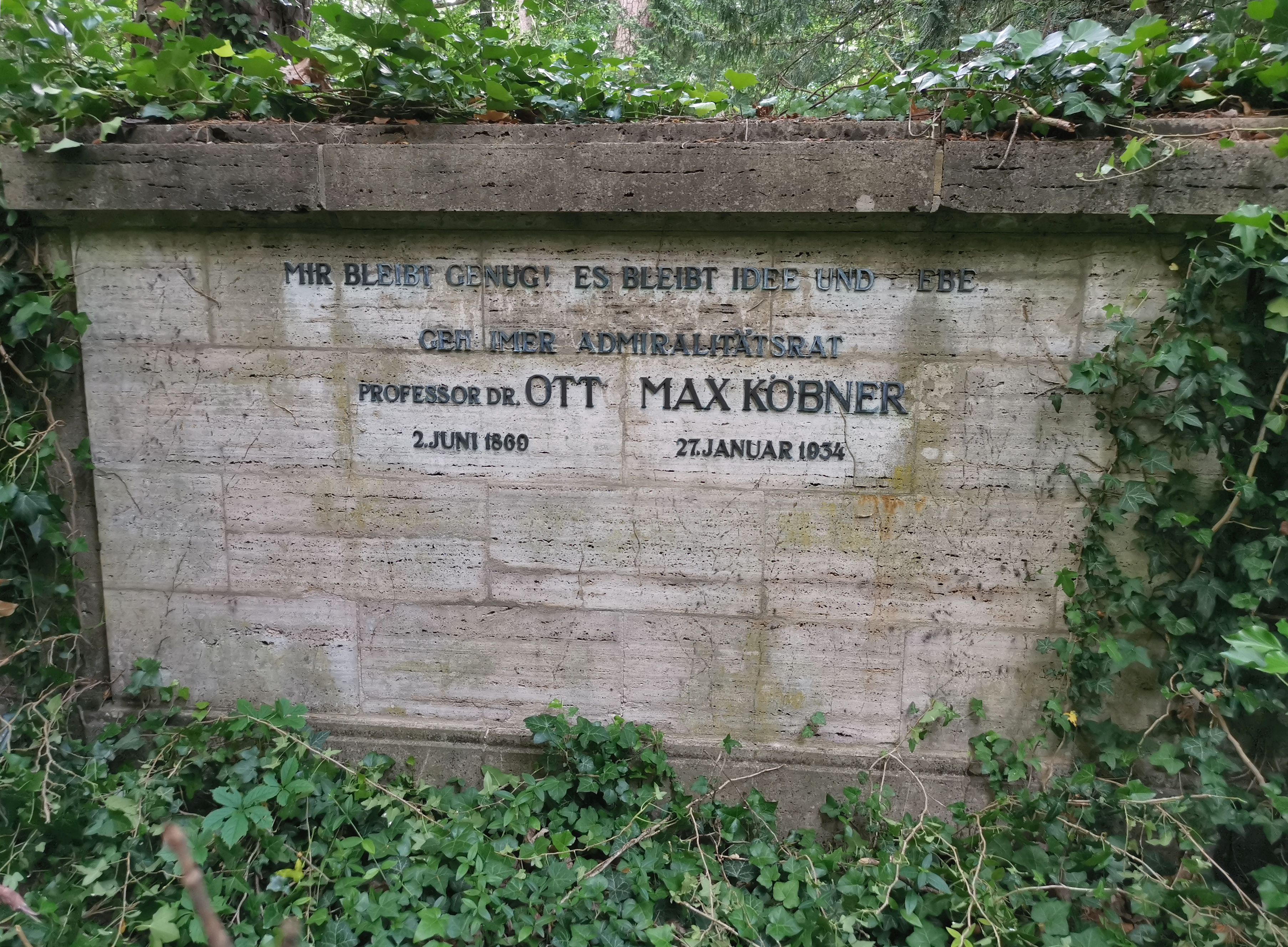
Grab auf dem Südwestkirchhof Stahnsdorf, Kapellenblock

Otto Max Köbner (* 2. Juni 1869 in Breslau; † 27. Januar 1934 in Heidelberg) war ein deutscher Verwaltungsjurist und Hochschullehrer.

## Leben und Wirken
Als Sohn des Geheimen Medizinalrats Heinrich Köbner studierte er Rechtswissenschaften an der Universität Berlin, wo er auch 1891 zum Dr. jur. und 1895 zum Dr. phil. promoviert wurde. Danach war er zunächst als Kammergerichtsreferendar, ab 1897 als Gerichtsassessor und ab 1898 als Hilfsarbeiter im Reichsmarineamt zur Bearbeitung der rechtlichen und wirtschaftlichen Angelegenheiten des Schutzgebietes Kiautschou tätig. Ab 1907 wirkte er als Vortragender Rat bei der Zentralverwaltung für das Schutzgebiet Kiautschou und ab 1915 als Kriegsreferent im Reichsinnenministerium. 1902 begann er seine Lehrtätigkeit am an die Universität angeschlossenen Orientalischen Seminar. Nach seiner Habilitation als Privatdozent 1905, wurde er 1908 zum außerordentlichen Professor und 1917 zum Honorarprofessor für Kolonialrecht ernannt. Bereits als junger Jurist hatte er sich in Sozialarbeit und Wohlfahrtspflege engagiert, indem er neben Minna Cauer die am 8. Dezember 1893 erfolgte Konstituierung der Mädchen- und Frauengruppen für soziale Hilfsarbeit in Berlin initiierte. Daran anknüpfend legte er im November 1919 einen ersten Entwurf für ein Jugendwohlfahrtsgesetz vor, welches als Arbeitsgrundlage für das 1922 verabschiedete und 1924 in Kraft gesetzte Reichsjugendwohlfahrtsgesetz diente.
1925 übernahm er den Lehrstuhl für Auslandskunde, auswärtige Politik und Kolonialwesen an der Wirtschafts- und Sozialwissenschaftlichen Fakultät der Universität Frankfurt, wo er 1933 aus rassistischen Gründen emeritiert wurde. Er erhielt die Titel Justizrat (1900), Admiralitätsrat (1901), Wirklicher Admiralitätsrat (1906) und Geheimer Oberregierungsrat (1920). Weiterhin verfasste er mehrere Bücher zur internationalen Politik.
Verheiratet war er mit Eva Liebermann (1879–1941). Die Ehe blieb kinderlos. Seine letzte Ruhestätte befindet sich auf dem Südwestkirchhof Stahnsdorf.

## Schriften
- Die Methode der letzten französischen Bodenbewertung, Ein Beitrag zum Katasterproblem, Jena 1889 (=Staatswissenschaftliche Studien 3,2)
- Die Massregel der Einziehung nach dem Reichsstrafgesetzbuch und der Nachdruckgesetzgebung, Altenburg 1891 (jur. Diss.)
- Die deutsche Kolonialgesetzgebung. Sammlung der auf die deutschen Schutzgebiete bezüglichen Gesetze, Verordnungen, erlasse und internationalen Vereinbarungen, mit Anmerkungen und Sachregister. 12Bde.,Berlin 1893–1909 (Mitautor)
- Méthode d'une statistique scientifique de la récidive comme base d'une réforme de la statistique criminelle. Berlin 1893 (Extrait de Bulletin de l'union internationale de droit penal)
- Die Methode einer wissenschaftlichen Rückfallstatistik als Grundlage einer Reform der Kriminalstatistik, Berlin 1895 (phil. Diss.)
- Die Organisation der Rechtspflege in den Kolonien, Berlin 1903
- Deutsches Kolonialrecht. In: Encyklopädie der Rechtswissenschaften, Bd. 3, Berlin 1904, S. 1077–1136
- Les organes de législation des colonies allemandes. Brüssel 1906
- Einführung in die Kolonialpolitik. Jena 1908
- Shokumin seisaku. Tokyo 1913 [Einführung in die Kolonialpolitik]
- Die weltpolitische Schulung des Studenten, Köln 1926
- Deutsche Kolonial- und Kulturpolitik in China, Vortrag gehalten auf dem Deutschen Kolonialkongreß, Abt. für koloniale Politik zu Berlin am 18. Sept. 1924, Berlin 1924
- Wohlfahrtserwerbslose und Gemeinden, Berlin 1930. (=Schriften des Deutschen Industrie- und Handelstags)